# Двигатель Nissan NA
Nissan NA — серия рядных четырёхцилиндровых бензиновых двигателей внутреннего сгорания, выпускавшихся компанией Nissan с 1989 по 2015 год.

## NA16S
- Объём: 1,6 л (1627 см3)
- Диаметр цилиндра: 81,5 мм
- Ход поршня: 78 мм
- Мощность: 56 кВт (76 л. с.) при 5000 об/мин
- Крутящий момент: 126 Н⋅м при 3200 об/мин

### Устанавливался на
- 1989—1995 Datsun Truck D21 (мощность 54 кВт (73 л. с.))[1]
- 1990—1995 Nissan Atlas F22/F23[2]

## NA20P
- Объём: 2,0 л (1998 см3)[3][4]
- Диаметр цилиндра и ход поршня: 86 мм
- Мощность: 63 кВт (85 л. с.) при 4600 об/мин
- Крутящий момент: 167 Н⋅м при 2400 об/мин

С 1998 года:
- Мощность: 60 кВт (82 л. с.) при 4600 об/мин
- Крутящий момент: 159 Н⋅м при 2400 об/мин

### Устанавливался на
- 1990—2015 Nissan Cedric Y31
- 1993—2009 Nissan Crew K30

## NA20S
- Объём: 2,0 л (1998 см3)[5]
- Диаметр цилиндра и ход поршня: 86 мм
- Мощность: 74 кВт (100 л. с.) при 5000 об/мин
- Крутящий момент: 167 Н⋅м при 3000 об/мин

### Устанавливался на
- 1989—1999 Datsun Truck D21 (мощность 67 кВт (91 л. с.) при 5000 об/мин)
- 1990—1999 Nissan Atlas F22/F23
- 1990—1999 Nissan Atlas H40
- 1990—1999 Nissan Homy/Nissan Caravan E24